# Tav (letter)
De tav, taw of taaw is de tweeëntwintigste en laatste letter uit het Hebreeuws alfabet. In de Sefardische uitspraak van het Hebreeuws, waarop de uitspraak van het moderne Hebreeuws van Israël is gebaseerd, wordt de letter als een t uitgesproken, zoals de eerste letter in het Hebreeuwse woord Thora: תורה (Hebreeuws wordt van rechts naar links geschreven). Ter onderscheiding van de tet (ט), die hetzelfde klinkt, wordt de tav soms ook wel getranslitereerd als th. In de Asjkenazische uitspraak van het Hebreeuws wordt de taw als een s uitgesproken.
De letters van het Hebreeuws alfabet worden ook gebruikt als cijfers. De tav is de Hebreeuwse vierhonderd.
א · ב · ג · ד · ה · ו · ז · ח · ט · י · כ · (ך) · ל · מ · (ם) · נ · (ן) · ס · ע · פ · (ף) · צ · (ץ) · ק · ר · ש · ת 

alef · beet · gimel · dalet · hee · waw · zajien · chet · tet · jod · kaf · -sofiet · lamed · mem · -sofiet · noen · -sofiet · samech · ajien · pee · -sofiet · tsaddie · -sofiet · koef · reesj · sjien · tav